# Umbelopsidomycetes
Umbelopsidomycetes Tedersoo, Sánchez-Ramírez, Kõljalg, Bahram, Döring, Schigel, T. May, M. Ryberg & Abarenkov – klasa grzybów należąca do typu Mucoromycota.

## Systematyka
Według CABI databases bazującej na Dictionary of the Fungi jest to takson monotypowy:
- podklasa: Incertae sedis
  - rząd Umbelopsidales Spatafora, Stajich & Bonito 2016
    - rodzina: Pygmaeomycetaceae E. Walsh & N. Zhang 2020
    - rodzina Umbelopsidaceae W. Gams & W. Mey. 2003[2].